# Solar Stormwatch
Solar Stormwatch é um projeto de astronomia "on-line", parte da plataforma de ciência cidadã, Zooniverse, que convida os seus membros a monitorar as atividades de sol. . O projeto usa dados reais da sonda STEREO da NASA, um par de satélites em órbita ao redor do Sol, que dão aos cientistas um vigilância constante sobre a constante mudança da superfície solar. As câmaras de imagens heliosférica fornecem ao projeto Solar Stormwatch os seus dados.
O membro do projeto pode fazer uma nova descoberta científica, bem como pode ajudar aos astronautas avisando antecipadamente se alta radiação está a caminho. O usuário também vai descobrir como identificar cometas, impacto de partículas e efeitos ópticos, e como fazer medições detalhadas de tempestade